# Woltair
Woltair je český dodavatel tepelných čerpadel a od roku 2021 také fotovoltaických řešení.
Společnost vznikla v roce 2018 původně jako digitální srovnávač a databáze řemeslníků Topíte.cz. Později začala poskytovat také poradenství, vyřizování financování a dotací a instalaci i servis zařízení. Společnost dodává rovněž nabíjecí infrastrukturu pro elektromobily. Na konci července 2025 na sebe společnost podala insolvenční návrh.

## Historie
Firmu v roce 2018 založil topenáři Karel Náprstek a Jiří Švéda spolu s Danielem Helclem.
V létě 2019 měla firma asi 30 zaměstnanců. Na podzim roku 2019 investovala do Topíte.cz společnost Enern podnikatelů Petra Šmídy, Tomáše Čupra, Pavla Muchy a Radovana Nesrsty 10 milionů Kč a tím v něm zvýšil svůj podíl na téměř 37 procent. Také 10 milionů Kč do něj investovala společnost Presto Ventures Tomáše Krska a získala tak přibližně patnáctiprocentní podíl. Zakladatelé Topíte.cz Švéda, Náprstek a Helcl tedy tímto ztratili svůj většinový podíl.
V roce 2021 firma změnila jméno z Topíte.cz na Woltair. Současně svůj tým rozšířila o tým společnosti Rewix Elektro, čímž začala zákazníkům poskytovat i produkty v oblasti fotovoltaiky a nabíjecí infrastruktury.
V roce 2021 společnost vstoupila na polský trh.
V srpnu 2022 se vedení firmy ujal Jan Hanuš, který předtím působil na pozici výkonného ředitele Mall Group.
V témže roce společnost otevřela školicí středisko v Praze na Zličíně. Je členem Cechu topenářů a Cechu akumulace a fotovoltaiky.